# 단경왕후
단경왕후 신씨(端敬王后 愼氏, 1487년 2월 16일 (음력 1월 14일)~1558년 1월 6일(음력 1557년 12월 7일))는 조선 중종의 정비(正妃)이다. 조선의 역대 왕비 중 제일 짧은 7일의 재위 기간을 보유하고 있으며, 중종반정 직후 역적의 딸로 연좌되어 폐출된 후 230여년 후인 영조 대에 부모와 함께 복권되었다.

## 생애

### 탄생과 가계
본관은 거창(居昌)이며, 1487년(성종 18년) 1월 14일, 아버지 신수근(愼守勤)과 어머니 한은광(韓銀光)의 딸로 태어났다.
아버지와 어머니 모두 태종의 현손들로, 조모인 중모현주는 세종의 넷째 아들인 임영대군의 딸이자, 연산군의 왕비인 폐비 신씨의 어머니이다. 외조모인 정부인 김씨는 태종의 둘째 딸인 경정공주의 외손녀이다.
외조부인 한충인은 인수대비의 사촌 오빠이기도 하다.
1499년(연산군 5년) 13살의 나이에 당시 진성대군에 봉해져 있던 중종과 결혼하여 부부인(府夫人)이 되었다.
단경왕후와 중종은 태종과 한영정을 공통 조상으로 한다.
|      | ┌───→    | ┌───→ | 세조     | → | 덕종     | → | 성종       | → | 중종     |
| ┌─→  | 세종     |       |          |   |          |   |            |   |          |
| 태종 | └───→    | └───→ | 임영대군 | → | 중모현주 | → | 신수근     |   |          |
| 태종 |          |       |          |   |          |   |            | → | 단경왕후 |
| └─→  | 경정공주 | →     | 조씨부인 | → | 김씨부인 | → | 청원부부인 |   |          |

| ┌─→    | 한확 | → | 인수대비 | → | 성종       | → | 중종     |
| 한영정 |      |   |          |   |            |   |          |
| └─→    | 한전 | → | 한충인   | → | 청원부부인 | → | 단경왕후 |

### 왕비 책봉과 폐위
1506년(중종 1년) 9월 2일, 중종반정이 성공하면서 남편 진성대군(중종)이 왕위에 오르자 왕비가 되었다. 그러나 신씨의 아버지 신수근이 연산군의 처남인 데다가 반정에 가담하지 않은 관계로, 반정 세력들에 의해 왕비가 된지 1주일만인 9월 9일 폐위되었다. 당시 중종은 어떻게 조강지처를 버릴 수 있냐며 주저하였지만, 반정 공신들의 압박에 이기지 못해 신씨를 폐출하였다.
 
유순, 김수동, 유자광, 박원종, 유순정, 성희안, 김감, 이손, 권균,
한사문, 송일, 박건, 신준, 정미수 및 육조 참판 등이 같은 말로 아뢰기를,
"거사할 때 먼저 신수근을 제거한 것은 큰 일을 성취하고자 해서였습니다.
 지금 수근의 친딸이 궁궐 안에 있습니다.
 만약 궁곤(宮壼, 왕비)으로 삼는다면 인심이 불안해지고
 인심이 불안해지면 종사에 관계됨이 있으니,
 은정(恩情)을 끊어 밖으로 내치소서." 하니,
(왕이) 전교하기를,
"아뢰는 바가 심히 마땅하지만, 그러나 조강지처인데 어찌하랴?" 하였다.
모두 아뢰기를,
"신 등도 이미 요량하였지만, 종사의 대계(大計)로 볼 때 어쩌겠습니까?
 머뭇거리지 마시고 쾌히 결단하소서." 하니,
전교하기를,
"종사가 지극히 중하니 어찌 사사로운 정을 생각하겠는가.
 마땅히 여러 사람 의논을 좇아 밖으로 내치겠다." 하였다.
얼마 뒤에 전교하기를,
"속히 하성위(河城尉) 정현조(鄭顯祖)의 집을 수리하고 소제하라.
 오늘 저녁에 옮겨 나가게 하리라."
하였다.

 — 《중종실록》 1권,
중종 1년(1506년 명 정덕(正德) 1년) 9월 9일 (을유)
신씨의 폐출 이후 새롭게 중종의 왕비가 된 장경왕후가 1515년(중종 10년) 사망하자, 담양 부사 등이 신씨의 복위를 간하는 상소를 올리기도 하였다. 하지만 복위를 반대하는 중신들에 의해 무산되었다. 훗날 단경왕후의 복위를 간한 사람들은 유배형에 처해졌다.
중종은 높은 산에 올라 그녀가 거처하고 있던 사가를 바라보는 일이 많았고, 그 사실을 안 그녀의 사가에서도 중종이 잘 볼 수 있는 곳에 그녀가 자주 입던 붉은 치마를 펼쳐놓았다는 야사가 전해져 온다.
1544년(중종 39년), 중종의 임종 직전에, 중종이 신씨를 그리워하여 궁궐 내에 들였다는 소문이 돌기도 하였다.
1545년(인종 1년), 인종은 신씨가 거처하는 곳에 폐비궁(廢妃宮)이라는 이름을 주고 생활에 보조를 하기 시작했다.
 
정원(政院)에 전교하였다.
"중종의 폐비(廢妃) 신씨(愼氏)가 사는 사제(私第)에
 전에는 내관을 차출하지 않고 아랫사람이 지공(支供)하는 도움도 없었으므로 내가 매우 미안하니,
 이제부터는 폐비궁(廢妃宮)이라 부르고 모든 일을 자수궁(慈壽宮)의 예와 같이 하라.
 여러 후궁에게 지공하는 일도 전대로 하고 줄이지 말라고 유사(有司)에 말하라."
사신은 논한다.
부부는 인륜이 비롯되는 것이므로,
《시경》은 관저(關雎)를 첫머리에 두고 《역경》은 건(乾) · 곤(坤)을 첫머리에 두었다.
대개 건(乾)에 짝하는 자리는 옛사람이 중히 여긴 것이니,
종사에 죄를 지은 것이 아니면 폐위할 수가 없는 것인데,
당시에 용사(用事)하던 사람이 임금의 덕에 누가 되는 것을 생각하지 않고
감히 스스로 보전할 계책을 하여, 곤위(壼位, 왕비)의 폐립(廢立)이 그 손에서 나왔으니,
이것을 차마 할 수 있는데 무엇인들 차마 할 수 없었겠는가.
다행히 이제 사왕(嗣王, 인종)의 지극한 효성이 여기에 미쳤으니,
선조(先朝)의 뜻을 능히 본받았다고 할 만하다.

 — 《인종실록》 2권,
인종 1년(1545년 명 가정(嘉靖) 24년) 4월 6일 (무술)

### 사망
1557년(명종 12년) 12월 7일, 71세의 나이로 사망하자 명종은 신씨의 장례를 왕비의 부모의 예(例)에 따라 이등례(二等禮)로 초상을 치렀다.
 
폐비 신씨(廢妃 愼氏)가 졸하였다.
장생전(長生殿)의 관곽(棺槨)을 내리게 하고 또 특별히 부의를 보내게 했다.
【신씨는 중종의 잠저(潛邸) 때의 배위로서 바로 신수근(愼守謹)의 딸이다.
 수근은 폐조(廢朝, 연산군)에 정승이 되어 연산군을 종용하여 살육을 많이 하였다.
 그러므로 반정(反正)할 때 임사홍(任士洪)과 같은 날에 죽임을 당했다.
 중종이 즉위하자 비(妃)도 정위(正位)에서 하례를 받았다.
 그리고 나서 박원종(朴元宗) · 유순정(柳順汀) · 성희안(成希顔) 등이
 죄인의 딸은 정위는 부당하다고 폐하기를 주청했고,
 중종은 조강지처는 버릴 수가 없다 하여 굳게 맞서 윤허하지 않았다.
 원종 등이 계속해서 굳게 고집하자 중종도 하는 수 없이 따랐다.
 그러나 폐비가 무죄한 것을 생각하고 항시 불쌍하게 여기며 잊지 못하였다.
 이때에 졸하자 상(명종)이 장생전 재궁(梓宮)을 특사하여
 왕후의 고비(考妃)의 예에 의하여 염습을 하게 하고 1등례로 호상하게 하였다.
 그러나 비(妃)가 폐출당한 것은 본래 그의 죄가 아니었는데
 모든 치상(治喪) 절차를 자못 후하게 갖추지 아니하니,
 당시의 사람들이 모두 슬퍼하는 마음이 있었다.
 상은 폐비의 친정 조카인 별좌 신사원(愼思遠)에게 특별히 상주가 되어 그 제사를 받들도록 명하였다.】
사신은 논한다.
원종 등은 그 아비를 죽이고 그 딸을 그대로 왕후로 둔다면
화가 미칠까 두려웠기 때문에 강제로 군부(君父)를 위협하여 신씨를 폐출했다.
어찌 죄가 있어서 그랬겠는가.
역사에 의거하여 살펴본다면 원종 등의 죄악은 자연히 드러날 것이다.
사신은 논한다.
병인년(1506년) 반정 때에 박원종 등은 먼저 수근을 죽이고 후환이 있을까 두려워 곧 그 딸을 내쳤으나,
실은 폐출해야 할 아무런 죄가 없었다.

 — 《명종실록》 23권,
명종 12년(1557년 명 가정(嘉靖) 36년) 12월 7일 (병술)

### 사후 복권
사후 230여년 후인 1739년(영조 15년) 3월 28일, 김태남 등의 건의로 왕후로 추숭되면서 단경(端敬)이라는 시호와 함께 공소순열(恭昭順烈)의 존호를 받았다. 이때 아버지 신수근은 익창부원군(益昌府院君)으로, 전어머니 권씨는 영가부부인(永嘉府夫人)으로, 친어머니 한은광은 청원부부인(淸原府夫人)으로 추증되었다. 능은 경기도 양주시 장흥면 일영리에 위치한 온릉(溫陵)이다.

## 가족 관계
| - 조부 : 거창부원군(居昌府院君) 신승선(愼承善, 1436~1502) - 조모 : 중모현주 이씨(中牟縣主 李氏, 1435~?) - 세종의 4남 임영대군의 딸 - 아버지 : 익창부원군(益昌府院君) 신수근(愼守勤, 1450~1506) - 고모 : 폐비 신씨(廢妃 愼氏, 1476~1537) - 연산군의 왕비 - 외조부 : 한충인(韓忠仁, 1433~1504) - 인수대비의 사촌 오빠 - 외조모 : 정부인(貞夫人) 안동 김씨(安東 金氏) - 태종의 딸 경정공주의 외손녀 - 어머니 : 청원부부인(淸原府夫人) 한은광(韓銀光, 1447~?) | - 시아버지 : 성종(成宗, 1457~1494) - 시어머니 : 정현왕후 윤씨(貞顯王后 尹氏, 1462~1630) - 남편 : 중종(中宗, 1488~1544) |

## 관련 작품

### 드라마
- 《풍란》 (MBC, 1985, 배우:이은경)
- 《조광조》 (KBS, 1996, 배우:김혜리)
- 《여인천하》 (SBS, 2001, 배우:김희정)
- 《사임당, 빛의 일기》 (SBS, 2017, 배우:윤석화)
- 《7일의 왕비》 (KBS2, 2017, 배우:박시은, 박민영)

### 애니메이션
- 《장금이의 꿈》 (MBC, 2005, 성우:한수림)